# Trần Thanh Hải (nhà địa chất học)
Trần Thanh Hải (1965) là giáo sư, tiến sĩ địa chất, hiệu trưởng trường Đại học Mỏ Địa Chất Hà Nội.

## Sự nghiệp
Trần Thanh Hải theo học đại học chuyên ngành Địa chất tìm kiếm thăm dò tại Trường đại học Mỏ - Địa chất từ 1982 đến 1987, sau đó về làm nghiên cứu viên tại  Liên đoàn Địa chất Xạ - Hiếm, Cục Địa chất và Khoáng sản Việt Nam, Xuân Phương, Từ Liêm, Hà Nội từ tháng 4 năm 1988 đến tháng 5 năm 1994. Từ tháng 6 năm 1995 đến tháng 12 năm  1997 theo học Thạc sĩ Khoa học ngành Địa chất rồi từ tháng 1 năm  1998 đến tháng 8 năm 2001 làm nghiên cứu sinh tiến sĩ tại Trường đại học Regina, Canada. Tháng 9 năm 2001 về nước làm Nghiên cứu viên, Liên đoàn Địa chất Xạ - Hiếm, Cục Địa chất và Khoáng sản Việt Nam. Sang năm 2002 trở thành Phó Giáo sư, giảng viên tại Trường Đại học Mỏ - Địa chất. Tháng 10 năm 2003 giữ chức Phó Trưởng Bộ môn Địa chất đến Tháng 11 năm 2006 trở thành Trưởng Bộ môn Địa chất và giữa chức vụ đó tới nay. Tháng 3 năm 2008 trở thành Phó Trưởng Khoa Địa chất đến tháng 6 năm 2013. Từ tháng 5 năm 2013 giữ chức Phó Hiệu Trưởng. Tháng 4 năm 2018 được phong hàm giáo sư. Tháng 12 năm 2018 trở thành hiệu trưởng Trường Đại học Mỏ Địa chất.
Tại Đại học Mỏ địa chất, ngoài các chức danh chuyên môn, ông Trần Thanh Hải còn kiêm nhiệm nhiều vị trí như Giám đốc Bảo tàng Địa chất (10/2005 - 10/2012); Giám đốc trung tâm Thông tin – Thư viện (1/2011 - 8/2016); Giám đốc Trung tâm Ngoại ngữ - Tin học, Trường Đại học Mỏ - Địa chất (3/2014 - 1/2019); Giám đốc, TT Phân tích thí nghiệm công nghệ cao (6/2015 - 1/2019).
Ngoài ra, ông Trần Thanh Hải còn giữ các chức vụ khác bao gồm: Thư ký, Hội đồng Khoa học Trái đất, Quỹ Phát triển Khoa học và Công nghệ Quốc gia (NAFOSTED) (9/2009 - 9/2012);  Phó chủ tịch, Hội đồng Khoa học Trái đất, Quỹ Phát triển Khoa học và Công nghệ Quốc gia (NAFOSTED) (9/2012 - 7/2015); Ủy viên, Ủy ban Quốc gia về Chương trình Khoa học Địa chất Quốc tế (IGCP VN), UNESCO Việt Nam (từ 10/2013 đến nay); Chủ tịch, Hội Các khoa học Trái đất (Solid Earth Sciences), Hiệp hội Khoa học Địa chất Châu Á-Châu Đại Dương (AOGS) (7/2014 - 7/2016); Phó chủ tịch, Hội đồng Khoa học Trái đất, Quỹ Phát triển Khoa học và Công nghệ Quốc gia (NAFOSTED) (từ 12/2017 đến nay).

## Sách xuất bản
- Trần Thanh Hải, Cấu tạo địa chất - Đặc điểm cơ bản và phương pháp nghiên cứu, Nhà xuất bản Khoa học và Kỹ thuật, Hà Nội, 2017
- Trần Thanh Hải, Kiến tạo hoạt động vùng ven biển miền Trung Việt Nam và tác động tới tai biến địa chất, Nhà xuất bản Khoa học Kỹ thuật, Hà Nội, 2017
- Tống Duy Thanh, Mai Trọng Nhuận, Trần Nghi (Chủ biên), Trần Thanh Hải, Bách khoa thư Địa chất, Nhà xuất bản Đại học Quốc gia Hà Nội, 2016
- Awni Al-Otoom and Mohammad Al-Harashed (Chủ biên),Trần Thanh Hải, Minerals Processing and Benification, Daya Publishing House, New Delhi, India, 2015
- Trần Văn Trị và Vũ Khúc (Chủ biên), Trần Thanh Hải, Geology and Natural Resources of Vietnam, Publishing House for Science and Technology, Hanoi, 2011
- Trần Văn Trị và Vũ Khúc (Chủ biên),Trần Thanh Hải, Địa chất và Tài nguyên Việt Nam, Nhà xuất bản Khoa học Tự nhiên và Công nghệ, 2009[5]

## Vinh danh
- Giải thưởng Tạ Quang Bửu vào năm 2015 với công trình khoa học "Bản chất đới trượt Tam Kỳ, Phước Sơn ở miền trung Việt Nam: Ý nghĩa kiến tạo và sinh khoáng của nó".[6][7]
- Bằng khen của Bộ trưởng Bộ Giáo dục và Đào tạo năm 2010 và 2012
- Bằng Khen của Thủ tướng Chính phủ năm 2014
- Sách vàng sáng tạo Việt Nam năm 2017